# 大岩村 (鳥取県)
大岩村（おおいわそん）は、鳥取県岩美郡にあった自治体である。1896年（明治29年）3月31日までは岩井郡に属した。

## 概要
現在の岩美町大谷・岩本に相当する。蒲生川下流域に位置し、西は日本海に面した。
村名は大谷と岩本から漢字1文字ずつ取った合成地名である。
藩政時代には鳥取藩領の岩井郡大谷保（おおたにのほ）に属する大谷村・岩本村があった。
古くから港としての地の利が認識され、万治元年（1658年）には岩井郡の貢納米を納める藩倉が岩本に置かれ、1873年（明治6年）まで存続した。天保14年（1843年）には船手番所がここに移され、海上の取り締まりに当たった。

## 沿革
- 1877年（明治10年）5月22日 - 岩本村の一部が分村して網代村となる[4]。
- 1881年（明治14年）9月12日 - 鳥取県再置。
- 1883年（明治16年）- 本庄村（後の本庄村大字本庄）に置かれた連合戸長役場の管轄区域となる[1]。
- 1889年（明治22年）10月1日 - 町村制施行により、大谷村と岩本村が合併して村制施行し、大岩村が発足。旧村名を継承した2大字を編成。役場を大谷村に設置。
- 1896年（明治29年）4月1日 - 郡制の施行により、邑美郡・法美郡・岩井郡の区域をもって岩美郡が発足し、岩美郡大岩村となる。
- 1914年（大正3年）11月1日 - 「大岩村大字○○村」から大字の「村」を削除し、「大岩村大字○○」と呼ぶことになる[5]。
- 1929年（昭和4年）9月6日 - 役場位置を大字大谷311番ノ1に変更[6]。
- 1945年（昭和20年）4月30日 - 役場位置を大字大谷312番地2に変更[7][注 1]。
- 1950年（昭和25年）1月1日 - 大岩駅開業。
- 1954年（昭和29年）7月1日 - 田後村、東村、浦富町、蒲生村、岩井町、小田村、本庄村、網代村と合併して岩美町が発足。同日大岩村廃止[8]。

## 行政

### 歴代村長
| 氏名                      | 就任年月日                | 退任年月日                 | 備考                 |
| ------------------------- | ------------------------- | -------------------------- | -------------------- |
| 奥田周蔵                  | （1890年 - 1892年）       | （1890年 - 1892年）        | [ 9 ] [ 10 ]         |
| 大西文三                  | （1893年 - 1894年）       | （1893年 - 1894年）        | [ 9 ] [ 11 ]         |
| 田中伝六                  | （1895年 - 1897年）       | （1895年 - 1897年）        | [ 12 ]               |
| 田中伝六                  | 1898年（明治31年）5月5日  | 1903年（明治36年）2月1日   |                      |
| 田中伝六                  | 1903年（明治36年）2月2日  | 1903年（明治36年）3月31日  |                      |
| 石河貞次郎                | 1903年（明治36年）4月11日 | 1907年（明治40年）4月10日  |                      |
| 石河和太郎                | 1907年（明治40年）4月19日 | 1911年（明治44年）4月18日  |                      |
| 石河和太郎                | 1911年（明治44年）5月3日  | 1915年（大正4年）5月2日    |                      |
| 石河和太郎                | 1915年（大正4年）5月2日   | 1916年（大正5年）6月3日    |                      |
| 大西熟実                  | 1916年（大正5年）6月17日  | 1920年（大正9年）7月16日   |                      |
| 橋浦昌雄                  | 1920年（大正9年）6月26日  | 1924年（大正13年）6月25日  |                      |
| 橋浦昌雄                  | 1924年（大正13年）6月26日 | 1926年（大正15年）8月13日  |                      |
| 西村和太郎                | 1926年（大正15年）8月15日 | 1930年（昭和5年）8月13日   |                      |
| 西村和太郎                | 1930年（昭和5年）8月16日  | 1934年（昭和9年）8月15日   |                      |
| 大西清人                  | 1934年（昭和9年）10月6日  | 1938年（昭和13年）10月5日  |                      |
| 大西清人                  | 1938年（昭和13年）10月6日 | 1942年（昭和17年）10月5日  |                      |
| 大西清人                  | 1942年（昭和17年）10月6日 | 1943年（昭和18年）12月29日 |                      |
| 山根平太                  | 1944年（昭和19年）1月19日 | 1946年（昭和21年）5月15日  |                      |
| 石河大直                  | 1946年（昭和21年）5月15日 | 1947年（昭和22年）4月4日   |                      |
| 石河大直                  | 1947年（昭和22年）4月5日  | 1951年（昭和26年）4月4日   |                      |
| 石河大直                  | 1951年（昭和26年）4月23日 | 1954年（昭和29年）6月30日  | 合併後岩美町長に就任 |
| 参考文献 - （1898年以降） |                           |                            |                      |

## 教育
- 大岩村立大岩小学校（現在は統合により岩美町立岩美西小学校となる）
- 大岩村網代村学校組合立東因中学校（現在は統合により岩美町立岩美中学校となる）

## 交通

### 鉄道
- 山陰本線：大岩駅

### 道路
- 国道9号
- 県道鳥取浜坂香住線[1]（1972年3月24日廃止[13]、国道178号に移行）

## 主要施設
- 鳥取県水産試験場：1949年（昭和24年）11月、大谷海岸に移転[1]。

## 出身者
- 阪本四方太（俳人、大谷村生まれ、1873年 - 1917年）
- 橋浦泰雄（社会運動家・民俗学者・画家、1888年 - 1979年）
- 澤春蔵（日本交通創業者、1901年 - 1972年）